# Johannes Theodor Reinhardt

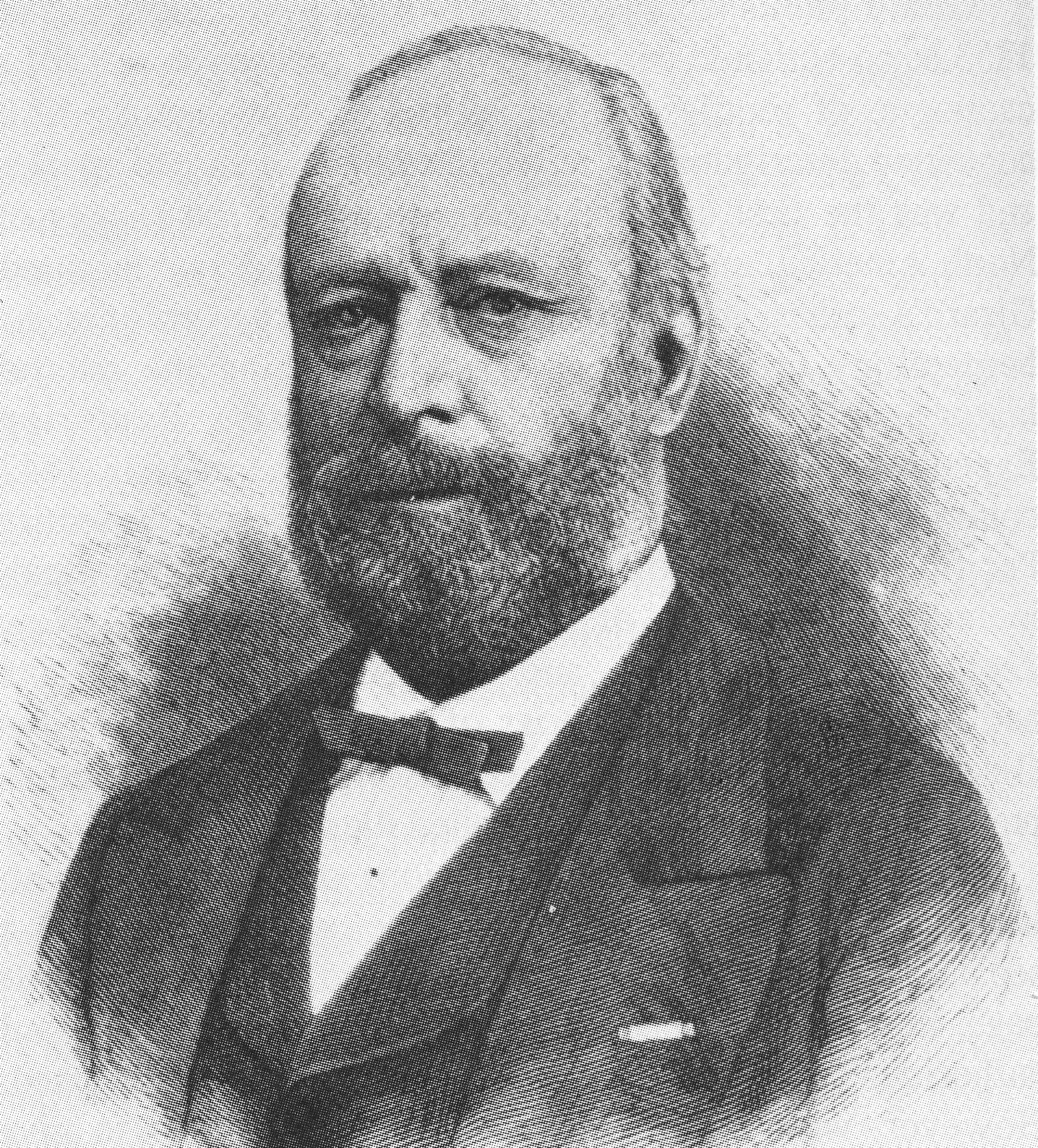
Johannes Theodor Reinhardt

Johannes Theodor Reinhardt (* 3. Dezember 1816 in Kopenhagen; † 23. Oktober 1882 in Frederiksberg) war ein dänischer Zoologe.

## Leben und Wirken
Reinhardts Vater Johannes Christopher Hagemann Reinhardt (1776–1845) war ein aus Norwegen stammender Zoologe und Professor für Zoologie an der Universität Kopenhagen.
Von 1835 bis 1836 studierte Johannes Theodor Reinhardt Medizin, doch trotz der Ermutigungen seines Vaters beendete er das Studium ohne Erfolg. An Bord des Forschungsschiffes Galathea verließ er 1845 Kopenhagen zu einer zweijährigen Weltreise. Er besuchte Indien, die Philippinen, China, Hawaii und Südamerika.
1847 kehrte er nach Kopenhagen zurück und erhielt den Posten eines Kurators für Landwirbeltiere am Königlichen Naturhistorischen Museum in Kopenhagen. Von 1850 bis 1852 und von 1854 bis 1856 reiste er zweimal nach Brasilien und trug erheblich zur Vergrößerung der Museumssammlung bei. Von 1856 bis 1878 war er Dozent für Zoologie an Dänemarks Technischer Universität. Parallel zu diesem Engagement war er von 1861 bis 1865 Dozent und von 1865 bis 1882 Professor für Zoologie an der Universität Kopenhagen.
Reinhardt verfasste zahlreiche herpetologische Artikel, insbesondere über Schlangen. Zu den Taxa, die erstmals von ihm beschrieben wurden, gehören die Puerto-Rico-Schlanknatter (Alsophis portoricensis), die Indische Eierschlange (Elachistodon westermanni), der Gebänderte Bodensalmler (Characidium fasciatum), der Rotrücken-Totenkopfaffe (Saimiri oerstedii) und der Salvinhokko (Mitu salvini).
Johannes Theodor Reinhardt war ein Anhänger von Charles Darwins Evolutionstheorie.

## Dedikationsnamen
Philip Lutley Sclater benannte 1865 die Goldband-Bergtangare (Iridosornis reinhardti) zu seinen Ehren. Hermann Schlegel widmete ihm 1851 den wissenschaftlichen Namen der Erdpython  (Calabaria reinhardtii).

## Werke (Auswahl)
- Brasiliens urskov, 1857
- Naturhistoriske bidrag til en beskrivelse af Grønland, 1857
- Bidrag til kundskab om Brasiliens padder og krybdyr, 1861 (mit Christian Frederik Lütken)
- Om Vingens anatomiske Bygning hos Stormfugle-Familien (Procellaridae S. Tubinares)., 1873
- Bidrag til kundskab om kyjaempedovendyret lestodon armatus
- Beskrivelse af hovedskallen af et kaempedovendyr Grypotherium Darwinii, fra La Plata-Landenes plejstocene dannelser Kjobnhavn, 1879
- Notitser til Grönlands ornithologi, 1881